# Terqa

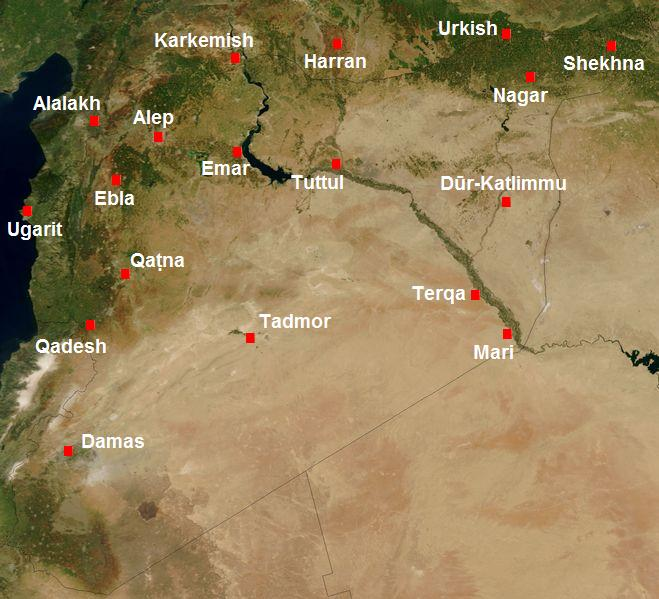
Mappa della Siria nel secondo millennio a.C.

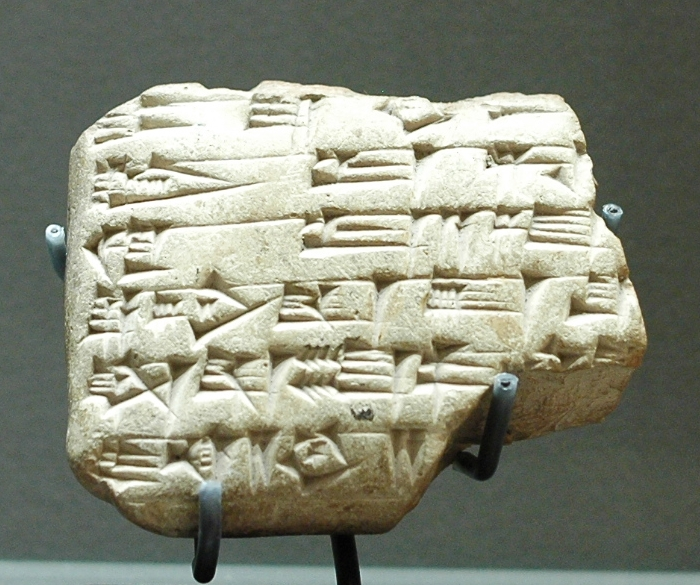
Tavoletta di Zimri-Lim, re di Mari, concernente la costruzione di una ghiacciaia a Terqa nel 1780 a.C. circa

Terqa, sul sito di Tell Ashara, era una città-stato situata circa sessanta km a nord-ovest di Mari, famosa per aver fornito le prime tavolette cuneiformi ritrovate in Siria. Fu capitale del Regno di Khana, che prosperò nel corso del Bronzo Medio.

## Storia
Fondata attorno al 1830 a.C. da popolazioni nomadi locali, Terqa fu conquistata dalla tribù dei Cassiti nel 1720 a.C. La loro espansione continuò fino a farla diventare la capitale del Medio Eufrate, finché fu Mari a conquistare questa posizione di egemonia. Terqa comunque mantenne il ruolo di capitale religiosa del Regno di Khana, (formato assieme a Mari, e d'importanza pari a Babilonia), ne sono a testimonianza i resti di templi dedicati a Dagon, la divinità maggiore del Medio Eufrate. Fu anche centro amministrativo e commerciale, soprattutto tra le popolazioni nomadi ed il nuovo potere stanziale. A riprova di ciò vi è il gran numero di tavolette ritrovate negli scavi archeologici di Mari, scritte a Terqa e poi spedite a Mari come documenti amministrativi e religiosi. Nel 1594 a.C. uno dei re di Khana (probabilmente Tiptazki), aiutò gli Ittiti nella conquista di Babilonia, dove i Cassiti trasferirono il loro centro di potere.

## Lista dei re
- Ila-kabkabi, circa dal 1830 a.C. - a circa il 1818 a.C.
- Yaggid-Lim, re di Mari dal 1818 a.C. a circa il 1811 a.C.
- Shamshi-Adad I circa dal 1811 a.C. a circa il 1780 a.C.
- Yadikh Ab, verso il 1721 a.C.
- Gandash verso il 1720 a.C. (primo re cassita)
- Agum I verso il 1700 a.C.
- Kashtiliash I verso il 1675 a.C.
- Kashtiliash II verso il 1660 a.C.
- Abirattash verso il 1640 a.C.
- Ur Zigurumash verso il 1625 a.C.
- Kharbashikhu verso il 1610 a.C.
- Tiptakzi verso il 1600 a.C.
- Agum II verso il 1580 a.C.

Dopodiché verso il 1570 a.C. il centro del dominio Cassita passò a Babilonia.